# Степанівка (Білоцерківський район)
Степа́нівка —  село в Україні, у Гребінківській селищній громаді Білоцерківського району Київської області. Населення становить 125 осіб.